# Stand! (sång)
"Stand!" är en låt inspelad med den amerikanska soul- och funkgruppen Sly and the Family Stone som släpptes som singel 1969. Låtens titel och text är en uppmaning till lyssnaren att stå upp (stand!) för sig själv, sina åsikter och sin tro. Som de flesta låtar som spelats in med Sly and the Family Stone är det Sly Stone som ensam stått för låtskrivandet.
B-sidan av singeln "I Want to Take You Higher", var också en hit i slutet av 1969.
När världens största musiktidkrift, Rolling Stone, 2004 publicerade listan The 500 Greatest Songs of All Time placerade sig denna låt på plats 241.

## Instrumentation
- Solosång av Sly Stone
- Körsång av Rosie Stone, Freddie Stone, Larry Graham, och Little Sister (Vet Stone, Mary McCreary, Elva Mouton)
- Piano av Rosie Stone
- Gitarr av Freddie Stone
- Bas av Larry Graham
- trummor av Greg Errico
- Blåsinstrument av Jerry Martini (tenorsaxofon) och Cynthia Robinson (trumpet)
- Skriven och producerad av Sly Stone